# Povos fino-úgricos
Os povos fino-úgricos constituem um grupo linguístico histórico de povos da Europa que falam os idiomas fino-úgricos, tais como os fínicos (finlandeses e estonianos) e os úgricos (húngaros). As línguas fino-úgricas não têm qualquer relação com as línguas indo-europeias.
Étnica e geneticamente os povos fino-úgricos não diferem de seus vizinhos indo-europeus, com exceção dos Sámi, cuja identidade genética distinta baseia-se em duas frequentes linhagens maternas menos comuns entre os europeus modernos: os primeiros Homo sapiens da Europa e o segundo, os ancestrais dos bascos, primeiros habitantes da Península Ibérica.[carece de fontes?]